# Epamera congdoni
Epamera congdoni är en fjärilsart som beskrevs av Jan Kielland. Epamera congdoni ingår i släktet Epamera och familjen juvelvingar. Inga underarter finns listade i Catalogue of Life.